# Martynia
Martynia, wibudłak (Martynia L.) – rodzaj roślin z rodziny martyniowatych (Martyniaceae). Należy tu jeden lub dwa gatunki. Zasięg rodzaju obejmuje Meksyk, Amerykę Centralną i Antyle. Gatunek M. annua został szeroko rozprzestrzeniony w strefie międzyzwrotnikowej. Rośliny występują na siedliskach zaburzonych, mniej lub bardziej suchych, na przydrożach i w lasach.
Do flory Polski zaliczono martynię trąbkowatą M. proboscidea, przy czym ta nazwa naukowa stanowi synonim taksonu z innego rodzaju z tej samej rodziny – Proboscidea louisianica subsp. louisianica.
Owoce M. annua bywają spożywane po marynowaniu. Lepkie liście bywają wykorzystywane do usuwania pasożytów zewnętrznych z drobiu.

## Morfologia

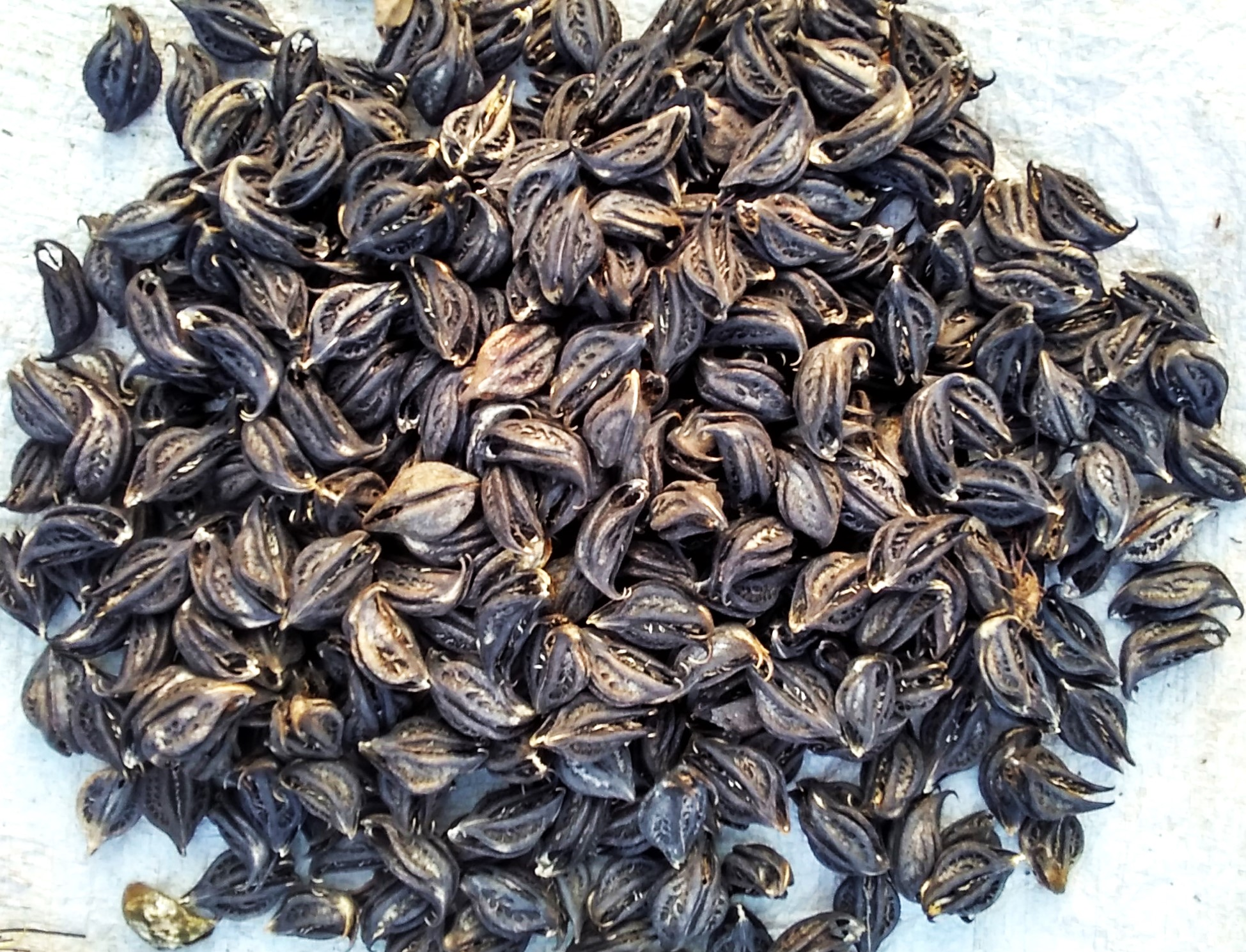
Suszone owoce M. annua

PokrójRośliny roczne gruczołowato, lepko owłosione osiągające do 1 m wysokości, o łodygach u nasady drewniejących i osiągających do 2 cm średnicy.
LiścieNaprzeciwległe, bez przylistków, pojedyncze, z blaszką liściową szerokojajowatą, użyłkowaną dłoniasto.
KwiatyObupłciowe, grzbieciste, zebrane są w grona w górnej części pędu. Pod kwiatami znajdują się dwa błoniaste podkwiatki. Działki kielicha, w liczbie 5, są wolne, bardzo nierównej wielkości. Korona w dole jest zwężona, wyżej dzwonkowato rozszerzona i 5-łatkowa, biała do różowej. Łatki na końcach korony są nierównej wielkości i zaokrąglone. Pręciki są dwa płodne oraz dwa zredukowane do prątniczków. Zalążnia jest górna, powstaje z dwóch owocolistków i u nasady otoczona dyskiem miodnikowym. Szyjka słupka jest cienka, na szczycie rozwidlona.
OwoceTorebki z krótkimi kolcami. Zewnętrzna warstwa owocu (egzokarp) szybko odpada, odsłaniając włóknistą, drewniejącą i urzeźbioną warstwę wewnętrzną (endokarp). Owoc zawiera 4 nasiona.

## Systematyka
Rodzaj z rodziny martyniowatych Martyniaceae, dla której stanowi typ nomenklatoryczny. 
W obrębie rodziny tworzy klad wraz z siostrzanym rodzajem Proboscidea.
Wykaz gatunków
- Martynia annua L.
- Martynia palmeri S.Watson